# Dancing Stars/Staffel 14
Die 14. Staffel der Live-Tanzshow Dancing Stars begann am 24. September 2021 mit der ersten Show, in der kein Tanzpaar ausschied. Das Siegerpaar wurde schließlich am Finalabend des 26. Novembers gekürt.

## Die Show

### Rahmen
Im Sommer wurden die zehn Kandidaten für die kommende Staffel vorgestellt. Am 30. August 2021 wurden im Rahmen einer Pressekonferenz die Tanzpaare bekannt gegeben. Mit seinen 75 Jahren war Boris Bukowski der älteste Teilnehmer dieser Staffel. Im Gegensatz zur zweiten Hälfte der 13. Staffel konnte die gesamte Staffel über Publikum im Ballroom sein. Die Coronamaßnahmen behielt man bei. Mit Beginn des vierten Lockdowns am 22. November 2021 galt im großen Finale für alle Zuschauer am Platz eine FFP2-Maskenpflicht. Die Jury war eine Ausnahme, da alle Juroren durch Plexiglasscheiben voneinander getrennt waren.

### Ablauf
Im Gegensatz zu anderen Staffeln gab es in dieser Staffel sehr viele Mottoshows. Zum ersten Mal konnten die Tanzpaare ihren Magic Moment vertanzen. In der sechsten Show durften sie zu Serien-Intros tanzen, und in der achten Show, die ausnahmsweise an einem Samstag stattfand, galt das Motto „Saturday Night Fever“. Am Ende jeder Show musste ein Paar Ausscheiden, außer in der ersten und achten Show. Aufgrund der Verkündung, dass mit 22. November 2021 ein vierter Lockdown in Kraft tritt, machte Moderation Mirjam Weichselbraun publik, dass man sich dazu entschieden hatte, dass kein Paar im Halbfinale ausscheiden müsse, und somit alle vier verbliebenen Tanzpaare es ins große Finale geschafft hatten.

## Kandidaten
| Platzierung | Prominenter           | Beruf/Tätigkeit      | Tanzpartner/in    |
| ----------- | --------------------- | -------------------- | ----------------- |
| 1.          | Caroline Athanasiadis | Kabarettistin        | Danilo Campisi    |
| 2.          | Jasmin Ouschan        | Poolbillardspielerin | Florian Gschaider |
| 3.          | Kristina Inhof        | Moderatorin          | Dimitar Stefanin  |
| 4.          | Bernhard Kohl         | Radrennprofi         | Vesela Dimova     |
| 5.          | Nina Kraft            | Fernsehmoderatorin   | Stefan Herzog     |
| 6.          | Faris Endris Rahoma   | Schauspieler         | Kati Kallus       |
| 7.          | Boris Bukowski        | Musiker              | Julia Burghardt   |
| 8.          | Otto Konrad           | Fußballtorwart       | Lenka Pohoralek   |
| 9.          | Margarethe Tiesel     | Schauspielerin       | Michael Kaufmann  |
| 10.         | Niko Niko             | Designer             | Manuela Stöckl    |

## Punkteübersicht
| Paar                 | Platz | 1  | 2  | 1+2 | 3  | 4  | 5  | 6        | 7        | 8        | 9        | 8+9 | 10       | Summe | Durchschnitt* | Rang lt. Jury |
| -------------------- | ----- | -- | -- | --- | -- | -- | -- | -------- | -------- | -------- | -------- | --- | -------- | ----- | ------------- | ------------- |
| Caroline & Danilo    | 1     | 24 | 24 | 48  | 25 | 29 | 28 | 26+12=38 | 27+30=57 | 26+29=55 | 29+29=58 | 113 | 30+30=60 | 386   | 24,13         | 1             |
| Jasmin & Florian     | 2     | 20 | 18 | 38  | 21 | 20 | 27 | 25+8=33  | 27+29=56 | 27+30=57 | 25+29=54 | 111 | 29+29=58 | 356   | 22,25         | 3             |
| Kristina & Dimitar   | 3     | 18 | 20 | 38  | 20 | 23 | 25 | 26+6=32  | 29+24=53 | 26+25=51 | 26+26=52 | 103 | 30+29=59 | 347   | 21,69         | 4             |
| Bernhard & Vesela    | 4     | 10 | 15 | 25  | 15 | 19 | 20 | 20+4=24  | 17+18=35 | 20+18=38 | 21+23=44 | 82  | 26       | 242   | 16,13         | 7             |
| Nina & Stefan        | 5     | 24 | 19 | 43  | 20 | 25 | 22 | 27+10=37 | 25+25=50 |          |          |     |          | 187   | 23,38         | 2             |
| Faris & Kati         | 6     | 20 | 21 | 41  | 20 | 22 | 21 | 19+2=21  |          |          |          |     |          | 123   | 20,50         | 5             |
| Boris & Julia        | 7     | 15 | 9  | 24  | 13 | 15 | 22 |          |          |          |          |     |          | 74    | 14,80         | 8             |
| Otto & Lenka         | 8     | 11 | 9  | 20  | 14 | 9  |    |          |          |          |          |     |          | 43    | 10,75         | 10            |
| Margarethe & Michael | 9     | 16 | 12 | 28  | 13 |    |    |          |          |          |          |     |          | 41    | 13,67         | 9             |
| Niko & Manuela       | 10    | 18 | 20 | 38  |    |    |    |          |          |          |          |     |          | 38    | 19,00         | 6             |

*: Durchschnitt ohne Sonderwertung Tanzmarathon
Rote Nummern: Paar mit der niedrigsten Jurybewertung
Grüne Nummern: Paar mit der höchsten Jurybewertung
 Ausgeschiedenes Paar in der jeweiligen Woche

 Gruppentanz, daher keine Wertung

## Tänze
| Show                                  | Datum              | Tänze in der Show                                                                                       |
| ------------------------------------- | ------------------ | --- |
| Show 1                                | 24. September 2021 | Langsamer Walzer, Slowfox, Tango, Wiener Walzer, Samba, Jive, Paso Doble, Cha-Cha-Cha, Quickstep        |
| Show 2                                | 1. Oktober 2021    | Cha-Cha-Cha, Jive, Paso Doble, Rumba, Langsamer Walzer, Tango, Slowfox, Wiener Walzer, Samba, Quickstep |
| Show 3                                | 8. Oktober 2021    | Slowfox, Langsamer Walzer, Cha-Cha-Cha, Samba, Jive, Rumba, Wiener Walzer                               |
| Show 4                                | 15. Oktober 2021   | Paso Doble, Samba, Tango, Langsamer Walzer, Wiener Walzer, Quickstep, Rumba, Slowfox                    |
| Show 5 – Magic-Moments-Special        | 22. Oktober 2021   | selbst ausgewählter Tanz                                                                                |
| Show 6 – Serienintro-Special          | 29. Oktober 2021   | Wiener Walzer, Slowfox, Paso Doble, Cha-Cha-Cha, Jive, Samba                                            |
| Show 7                                | 5. November 2021   | Tango, Quickstep, Slowfox, Langsamer Walzer                                                             |
| Show 8 – Saturday-Night-Fever-Special | 13. November 2021  | Freestyle, Discofox                                                                                     |
| Show 9 – Halbfinale                   | 19. November 2021  | Tango, Wiener Walzer, Cha-Cha-Cha, Jive, Salsa                                                          |
| Show 10 – Finale                      | 26. November 2021  | Contemporary, Jive, Langsamer Walzer, Wiener Walzer, Rumba                                              |

## Einzelne Tanzwochen
| Promi                 | Profitänzer       | Tanz             | Musik                                         | Jurypunkte | Jurypunkte | Jurypunkte | Gesamt |
| Promi                 | Profitänzer       | Tanz             | Musik                                         | Sarkissova | Ekker      | Santner    | Gesamt |
| --------------------- | ----------------- | ---------------- | --------------------------------------------- | ---------- | ---------- | ---------- | ------ |
| Otto Konrad           | Lenka Pohoralek   | Langsamer Walzer | Curtis Stigers – I wonder why                 | 4          | 3          | 4          | 11     |
| Kristina Inhof        | Dimitar Stefanin  | Slowfox          | Train – Play That Song                        | 6          | 6          | 6          | 18     |
| Niko Niko             | Manuela Stöckl    | Tango            | Dance With Me                                 | 6          | 6          | 6          | 18     |
| Margarethe Tiesel     | Michael Kaufmann  | Wiener Walzer    | Backstreet Boys – I’ll Never Break Your Heart | 5          | 5          | 6          | 16     |
| Bernhard Kohl         | Vesela Dimova     | Samba            | Matt Bianco – Half a Minute                   | 3          | 3          | 4          | 10     |
| Nina Kraft            | Stefan Herzog     | Jive             | The Weeknd – Blinding Lights                  | 8          | 8          | 8          | 24     |
| Faris Rahoma          | Katrin Kallus     | Paso Doble       | The White Stripes – Seven Nations Army        | 8          | 5          | 7          | 20     |
| Jasmin Ouschan        | Florian Gschaider | Cha-Cha-Cha      | Katy Perry – Hot N Cold                       | 7          | 6          | 7          | 20     |
| Boris Bukowski        | Julia Burghardt   | Quickstep        | KT Tunstall – Suddenly I See                  | 7          | 4          | 4          | 15     |
| Caroline Athanasiadis | Danilo Campisi    | Rumba            | Camila Cabello - Havana                       | 8          | 8          | 8          | 24     |